# Karl Lwowitsch von Frauendorf
Karl Lwowitsch von Frauendorf (russisch Карл Львович фон Фрауендорф, Karl Lebano Frauendorf; * in Brandenburg; † 2. Januar 1767 im Gouvernement Irkutsk) war kaiserlich russischer Generalmajor und der erste Gouverneur des Gouvernement Irkutsk.

## Biographie
Karl Lwowitsch von Frauendorf war Sohn des preußischen Hauptmann Karl Phillip von Frauendorf. Eine Weile lebte Frauendorf im Gouvernement Estland, wo er auch am 13. Januar 1743 Margarethe Elisabeth von Wrangell heiratete.
Er starb am 2. Januar 1767 im Irkutsker-Gouvernement. Insgesamt hatte er die Stelle des Gouverneurs ein Jahr, neun Monate und 24 Tage inne.

## Dienst im Russischen Reich (1731–1763)
1731 trat Karl Lwowitsch von Frauendorf in russische Dienste. Er hat in verschiedenen Teilen des europäischen Russlands bis 1750 Dienst getan sowie an diversen Kampfhandlungen teilgenommen. 1741 bis 1742 hat er die Irtyscher Grenzwache kommandiert. Er hat die Omsker ordinäre Post gegründet. Zudem hat er «Grigory Andreev in die Stadt Kuznetsk gesendet, damit er die Postlager/Mühlen in den Festungen, Vorposten und Stationen» errichtet.
1744 hat Frauendorf, bereits im Rang eines Obersts, an der Prüfung der zweiten Revision des Gouvernement Nischni Nowgorod teilgenommen.
Von 1757 bis 1765 hat er im Range eines Brigadiers im sibirischen Korps gedient. Er hat die Grenztruppen im Gouvernement Tobolsk kommandiert. Am 14. März 1760 hat er zusammen mit Generalmajor I. W. Weimarn und Gouverneur F. I. Sojmonow dem Senat ein Bauprojekt zur Befestigung des Gebiets zwischen der Mündung des Flusses Buchtarma und dem Telezker See vorgeschlagen, aber das Projekt erwies sich aufgrund der komplizierten natürlichen und geographischen Bedingungen als unmöglich.
Für die sechs folgenden Jahre leistete er erfolgreiche Verwaltungsarbeiten und erhielt er 1762 den Rang eines Generalmajors.
Bekanntheit erlangte Frauendorf zu dem für Heldentaten in der Abwehr der Angriffe von Räuberbanden vom angrenzenden Territorium, und auch aufgrund seines ausgesprochenen Organisationstalentes in der Befestigung des Grenzstreifens. Gemäß seinem Vorschlag begannen die Familien der Kosaken und der Soldaten sich in der Nähe der Festung anzusiedeln. So bildete sich nicht nur eine einfache Kordonelinie mit den Schichtgarnisonen, sondern auch miteinander verbundene russische Siedlungen mit einer ständigen, Ackerbau treibenden Bevölkerung.
In seinem Bestreben, das Gebiet an der Grenze zu besiedeln, befahl Frauendorf, verbannte Frauen sowie Zwangsfrauen zu seiner Verfügung zu senden. Als darauf im Jahre 1759 mehr als 70 solche Zwangsfrauen, nicht gerade die besten Vertreterinnen des schönen Geschlechts, im Alter von 19 bis zu 40 Jahren angekommen sind, hat der Vorgesetzte der Linie sie persönlich verteilt: den Offizieren als Dienstmädchen, und den Kosaken und den Soldaten als Ehefrau.
Nach dem Bericht des Kapitäns I. Andrejew, der unter dem Kommando von Frauendorf in Omsk gedient hat, war er grausam und gnadenlos. Er hat sich nicht geschämt, bis zu 170 Menschen, manchmal auch Unschuldige, an einem Tag bis zum Mittagessen auspeitschen zu lassen. Während Ordonnanzen hinter ihm gegangen sind, haben sie immer folgende Werkzeuge bei sich gehabt: die Peitsche, Rechen, Stöcke und Heugabel. Ungeachtet seiner Grausamkeit war Karl Ljwowitsch von Frauendorf ein gebildeter Mann und überwachte persönlich die Ausbildung der Militäringenieure.

## Dienst im Irkutsker Gouvernement (1764–1767)
«In der Überlegung der Größe unseres sibirischen Reichs ist befohlen, das zweite Gouvernement zu gründen, in das wir unseren Generalmajor Frauendorf zu dem Gouverneur ernennen». Mit diesen Zeilen der kaiserlichen Verordnung über die Bildung des Irkutsker Gouvernements wurde den Irkutskern ihr erster Gouverneur im Jahre 1764 vorgestellt.
Es ist zu bemerken, dass die Kaiser (oder Kaiserin?) den Sibiriern selbst die höchste Spitzenpositionen nicht anvertraut hat. Keiner der Irkutsker Gouverneure war Sibirier. Fast alle von ihnen sind entsprechend nach ihrer Verabschiedung aus dem Dienst in die Hauptstadt oder in Gouvernements im europäischen Teil Russlands zurückgekehrt.
Im 18. Jahrhundert hat Irkutsk einen sozialen und wirtschaftlichen Aufschwung erlebt. Wie gesehen verwandelte sich 1764 die Irkutsker Provinz sich in ein Gouvernement. Irkutsk wird zum Zentrum der größten Region in Russland, nämlich Ostsibiriens.
Für die Verwaltung des neu gegründeten Irkutsker-Gouvernements war nicht nur ein tapferer Militär, sondern auch ein aktiver und intelligenter Administrator notwendig. Das riesige Gebiet, dessen Grenzen sogar noch nicht vollständig bestimmt waren, erforderte Befestigung und Besiedlung.
Der neue Gouverneur, dem diese Aufgabe zugetraut wurde, kam im März 1765 in Irkutsk an.
Im Wesentlichen lag die Pflicht auf Karl Lwowitsch von Frauendorf, erste Maßnahmen durchzuführen, um die Verwaltung in Ostsibirien in Ordnung zu bringen. Während die vorhergehende, vom Vizegouverneur geführte Administration in der Mehrheit der Fragen verpflichtet war, monatelang auf Richtlinien aus der Hauptstadt zu warten, so hatte jetzt der Gouverneur die Möglichkeit, selbst Beschlüsse zu fassen und sie im Namen der Kaiserin zu realisieren. Man kann sich den Grad des Vertrauens der Kaiserin Katharina II. zu Generalmajor von Frauendorf vorstellen, wenn sie das Territorium vom Jenissei bis zu Kamtschatka und vom Nordpolarmeer bis zur Grenze mit China unter seiner Leitung stellte.
Seine ersten Verfügungen betrafen die Stadtgestaltung. Der Architekt und Landmesser des Gouvernements, Anton Iwanowitsch Losew, hat uns wertvolle Angaben über seine Tätigkeit hinterlassen. In jenen Jahren war er Schüler der geodätischen Schule. In seinen Unterlagen finden sich folgende Anmerkungen Dieser Vorgesetzte hat große Kenntnisse in der Mathematik und fand viele Beschäftigungen zur Übung seiner Vernunft und der Anregung des Fleißes der Schüler. Die Stelle dieser Schüler führt zum Wissen der Fortifikation und der bürgerlichen Architektur. Er hat aus den auszubildenden Geodäten die Begabtesten für die Wissenschaften ausgelesen und hat sich selbst mit den Grundlagen der Ingenieurwissenschaften, der Fortifikation, der Geodäsie und der Kartografie beschäftigt. Nach den Worten von A. I. Losew hat K. L. von Frauendorf "in der möglichen Perfektion aus ihnen würdige Ingenieure und die Architekten gemacht. Sie haben die Grenzbefestigungen nach allen Regeln der Fortifikation entworfen und bürgerliche Vororte gebaut".
Die praktische Nutzung der Kenntnisse, die aus diesen Beschäftigungen flossen, wurde eines der wichtigsten Elemente der Ausbildung. Die jungen Geodäten haben die Aufnahme des Geländes in den Umgebungen der Stadt bewirkt gemacht und an der Planung Irkutsks teilgenommen. Eine Stadt in der damaligen Zeit war nichts anderes als ein großes unwirtliches Dorf. Die engen und krummen, stets schmutzigen Straßen hat man mit den Holzhäusern durcheinander bebaut. Diese Häuser waren mit allen unansehnlichen Merkmalen des Städtebaus des 17. Jahrhunderts versehen.
"Der Bau der Häuser zu früheren Zeiten, – schreibt der Irkutsker Chronist, – wurde ohne Planieren erzeugt: Mal hat man Toiletten auf der Straße aufgestellt, mal hat man den Vorsprung über das Tor gebaut, mal hat man Läden für den Kleinhandel vor die Häusern auf der Uferstraße gebaut. Viele haben Häuser mit Fenstern mit Hinzufügungen, sogenannt Wolokowije, gebaut und die Freitreppe oder die Türen gerade von der Straße gehabt. Vor den Häusern gab es grossflächige Gemüsegärten, wo vor allem Hopfen angebaut wurde". Die Zeitgenossen sagen, dass die flüchtigen Gefangenen und die Räuber sich im Sommer in diesen Dickichten verbargen.
Der neue Gouverneur „hat die Einrichtung und Ordnung der Stadt mit starker Hand durchgeführt“. Den Bewohnern war das zuerst sehr unangenehm und dann haben sie es als nützlich anerkannt. Nach seiner Initiative haben die jungen Geodäten in seiner Anwesenheit direkte Straßen geplant, die Stadt in Viertel geteilt, und an den Häusern die Straßennamen angebracht.
Statt des alten Heerführerhofes im oberen Teil der Festung wurde das neue Gouverneurshaus gebaut. Der Architekt dieses Projektes war vermutlich von Frauendorf. Das Haus befand sich in eine Linie mit der Erlöser Kirche. A. I. Losew schreibt, dass sich Zeichnungraum im selben Haus unter der Beobachtung des Gouverneurs befand, wo man die Pläne der Städte und der Siedlungen herstellt hat. Nach Worten des gleichen Zeitzeugen wurde der Plan der Stadt Irkutsk unter der Mitwirkung des Gouverneurs hergestellt und unter seiner Führung umgesetzt.

## Lutherischer (Deutscher) Kirchhof
Nur wenige Menschen wissen, dass bis zum Anfang des XX. Jahrhunderts an dem Kreuzweg der modernen Leninstraße, Timirjasewastraße und Straße des Roten Aufstands der Lutherische (Deutsche) Friedhof war. Jetzt liegt dort eine Anlage, wo ein Stein mit der Inschrift darüber steht, dass hier das Denkmal den Dekabristen setzen wird.
In den 1730er Jahren war dieser Hügel weit hinter außerhalb der Stadtgrenze, die dann nach der Linie der jetzigen K. Marxstraße ging. Auf dem Hügel hat man den lutherischen Friedhof angelegt. An ihm vorbei verlief der Weg zum Baikalsee. 1768 war der Friedhof auf dem Plan von Irkutsk in Quadratform mit Seitenlängen von etwa 40 bis 50 Metern dargestellt. 1736 wurde der Ober-Kommandant, der Brigadier I. А. von Lineman, hier begraben.
Später haben zwei große Persönlichkeiten von Irkutsk, Gouverneur Karl Lwowitsch von Frauendorf und Lorenz Lang, auf dem Friedhof ihre letzte Ruhestätte gefunden.
Lorenz Lang hat die riesige Irkutsker Provinz verwaltet/geleitet, die 1731 gebildet wurde. Das Schicksal von Lang ist ungewöhnlich. 1709 hat die schwedische Armee die Niederlage bei Poltawa erlitten. Bis zu 12.000 Schweden gerieten in russische Gefangenschaft, von denen etwa 1000 nach Sibirien gelangten, fast alle nach Tobolsk. Einer von ihnen, Ingenieur-Leutnant Lorenz Lang (oder Lange) trat in russische Dienste. Seit 1715 hat er oft mit Erfolg diplomatische Aufträge in China ausgeführt. Zweimal hat er die Handelskarawanen in dieses Land geleitet. Der bekannte Forscher der Zettel der Ausländer des XVIII. Jahrhunderts über Sibirien, E.P. Sinner, charakterisiert ihn wie folgt: "Lorenz Lange ist die urwüchsige Figur in jeder Hinsicht, der Mensch des überdurchschnittlichen Verstands und des großen Unternehmungsgeistes. Er hat die bedeutende Rolle in der Einführung der diplomatischen und Handelsbeziehungen Russlands mit China" gespielt. Die russische Regierung hat die Tätigkeit von Lang hoch geschätzt, und im Juni 1739 wurde der ehemalige Gefangene ein Vizegouverneur (der Herrscher) der Irkutsker Provinz.
Zum Ende des XVIII. Jahrhunderts hat man die Begräbnisse auf dem Friedhof eingestellt. Man begann, die Lutheraner auf dem speziellen Grundstück des geöffneten Jerusalemer Friedhofs zu beerdigen.
1910 hat dem Irkutsker Gouverneur die verfallende Einzäunung nicht gefallen und man hat sie zerstört. Jetzt ist dieser Platz vollständig asphaltiert und das Gedächtnis über den hervorragenden Menschen und seine Landsmänner ist in Irkutsk verloren gegangen.
Leider hat sich das Bild des ersten Gouverneurs des Irkutsker Gouvernements nicht bis zum heutigen Tag erhalten. Deshalb ist es nicht möglich, das Frauendorfdenkmal an Stelle des lutherischen Friedhofs zu errichten, aber es ist nötig, eine Gedenktafel für ihn anzubringen.

## Belege und Anmerkungen
1. ↑  eine Volkszählung für die Berechnung der Kopfsteuer

| Personendaten    | Personendaten                                                                        |
| ---------------- | ------------------------------------------------------------------------------------ |
| NAME             | Frauendorf, Karl Lwowitsch von                                                       |
| KURZBESCHREIBUNG | kaiserlich russischer Generalmajor und der erste Gouverneur des Gouvernement Irkutsk |
| GEBURTSDATUM     | 18. Jahrhundert                                                                      |
| GEBURTSORT       | Brandenburg                                                                          |
| STERBEDATUM      | 2. Januar 1767                                                                       |
| STERBEORT        | Gouvernement Irkutsk                                                                 |